# Carrefour (Haïti)
Carrefour (Haïtiaans-Creools: Kafou) is een stad en gemeente van het arrondissement Port-au-Prince in het Haïtiaanse departement Ouest. Het is de op een na grootste stad van Haïti. Het is een havenstad en behoort tot de hoofdstedelijke agglomeratie (Aire Métropolitaine). Het wordt vooral bewoond door de midden- en bovenklasse. Carrefour heeft 511.000 inwoners. De naam betekent letterlijk "kruispunt".
In de sloppenwijk Feuilles de Carrefour werden in 1999 elf jonge mannen geëxecuteerd.
In de stad werken veel kinderen als huishoudhulp, in een conditie die overeenkomt met slavernij, de zogenaamde restaveks.
In Carrefour is de kustwachtbasis Admiral Killick gevestigd.
Bij de grote aardbeving van 12 januari 2010 is zo'n 40 tot 50 procent van de gebouwen in Carrefour beschadigd. Nog steeds is onduidelijk hoeveel slachtoffers er gevallen zijn.

## Indeling
De gemeente bestaat uit de volgende sections communales:
| Nr. | Naam            | Km²   | Inw.2015 |
| --- | --------------- | ----- | -------- |
| 1   | Morne Chandelle | 2,74  | 98       |
| 2   | Platon Dufréné  | 12,31 | 965      |
| 3   | Taïfer          | 10,03 | 688      |
| 4   | Procy           | 15,23 | 926      |
| 5   | Coupeau         | 13,73 | 1.196    |
| 6   | Bouvier         | 15,43 | 789      |
| 7   | Lavalle         | 9,80  | 1.330    |
| 8   | Berly           | 20,09 | 1.000    |
| 9   | Bizoton         | 6,10  | 44.214   |
| 10  | Thor            | 11,47 | 250.449  |
| 11  | Rivière Froide  | 21,47 | 208.285  |
| 12  | Malanga         | 21,40 | 901      |
| 13  | Corail Thor     | 5,36  | 504      |

## Geboren in Carrefour
- Manno Charlemagne (1948-2017), zanger en oud-burgemeester van Port-au-Prince